# The Lost Get Found
The Lost Get Found è il secondo album in studio della cantante statunitense Britt Nicole, pubblicato nel 2009.

## Tracce
1. The Lost Get Found – 3:25
2. How We Roll – 3:12
3. Safe – 3:22
4. Hanging On – 3:24
5. Headphones – 3:40
6. Welcome to the Show – 3:22
7. Walk On the Water – 3:50
8. Glow – 3:00
9. Like a Star – 3:53
10. Feel the Light – 3:38
11. Have Your Way – 3:39